# CD-R

Logo Compact Disc Recordable

Il CD-R (acronimo dell'inglese Compact Disc - Recordable) è un tipo di disco ottico masterizzabile. I CD-R appartengono alla famiglia di supporti di tipo WORM (Write Once Read Many), cioè di quelli che possono essere scritti (masterizzati) una sola volta in maniera permanente ed essere letti molte volte.
Come i compact disc riscrivibili (CD-RW), possono essere scritti in una sola volta o in più riprese (multisessione), ma non possono essere cancellati o riscritti e non possono essere registrati con sistemi di scrittura a pacchetto.

## Prestazioni
Possono avere capacità variabile da 650 MiB a 700 MiB (il corrispondente di circa 80 minuti di musica), ma possono contenere un po' più di spazio attivando il comando over-burn in un programma di masterizzazione.
Esistono anche CD-R di capacità da 800 e 900 MiB, ma sono poco diffusi. Un'altra proprietà caratteristica dei CD-R è la velocità di scrittura, che può variare da 1x a 52x.
La durata dei dati registrati in un CD-R dipende da molti fattori (in particolare conservazione e qualità del supporto). Le marche più blasonate dichiarano più di 100 anni di vita per i dati immagazzinati.

## Absolute Time in Pregroove
L'Absolute Time in Pregroove (ATIP) è un'informazione codificata in una traccia preincisa del disco CD-R durante la sua produzione per dare al masterizzatore una serie di dati utili per la scrittura. Questa traccia preincisa è utile per sapere la posizione a partire dalla quale iniziare la scrittura e contiene informazioni come a capacità disponibile del CD, la velocità di scrittura supportata e l'identità del produttore del disco.